# Gaston Danne
Gaston Danne est un physicien français, ingénieur diplômé de l'ESPCI, né le 2 avril 1885 dans le 6e arrondissement de Paris et mort le 30 juillet 1926 à Gif-sur-Yvette. Il est le frère et le collaborateur du physicien Jacques Danne.

## Biographie
Gaston Danne a été élève à l'école Jean-Baptiste Say, puis est sorti diplômé de la 24e promotion de l'ESPCI. Il a collaboré ensuite avec Pierre et Marie Curie, les aidant dans leurs recherches au sujet du radium et du polonium. Son frère, Jacques Danne, lui aussi ingénieur de l'ESPCI, fonde en 1907 la Société Nouvelle du Radium. Marie Curie fonde en 1909 l'Institut du radium. En 1913, les deux frères, Jacques et Gaston Danne, fondent la Société Industrielle du Radium à Gif-sur-Yvette. Jacques Danne décède en 1919 de la grippe espagnole.
Le journal Le Radium a été fondé en 1904 par Jacques Danne. Le Journal de physique pure et appliquée avait été créé en 1872 par Joseph-Charles d'Almeida, le fondateur de la Société française de physique. Ces deux journaux fusionnent dans les années suivantes, sous la direction de Gaston Danne, pour devenir le Journal de physique et le radium édité par la société EDP Sciences créée à cet effet. 
Gaston Danne décède en 1926, des suites d'une maladie liée à ses travaux. Une plaque à sa mémoire donne la mention Mort pour la science. Il est cité à l'ordre de la Nation le 13 août 1926.